# Kostelec u Holešova
Kostelec u Holešova (en allemand : Kosteletz bei Holleschau, précédemment : Kosteletz) est une commune du district de Kroměříž, dans la région de Zlín, en République tchèque. Sa population s'élevait à 979 habitants en 2025.

## Géographie
Kostelec u Holešova se trouve à 13 km au nord-est de Kroměříž, à 20 km au nord-ouest de Zlín, à 68 km à l'est-nord-est de Brno et à 235 km à l'est-sud-est de Prague.
La commune est limitée par Beňov et Líšná au nord, par Prusinovice, Pacetluky et Roštění à l'est, par Rymice au sud, et par Němčice et Stará Ves à l'ouest.

## Histoire
La première mention écrite de la localité date de 1131.

## Transports
Par la route, Kostelec u Holešova se trouve à 14 km de Kroměříž, à 26 km de Zlín, à 76 km de Brno et à 282 km de Prague.

## Administration
La commune se compose de deux quartiers :
- Karlovice
- Kostelec u Holešova

## Source
- (cs) Cet article est partiellement ou en totalité issu de l’article de Wikipédia en tchèque intitulé « Kostelec u Holešova » (voir la liste des auteurs).